# Ziemia płocka

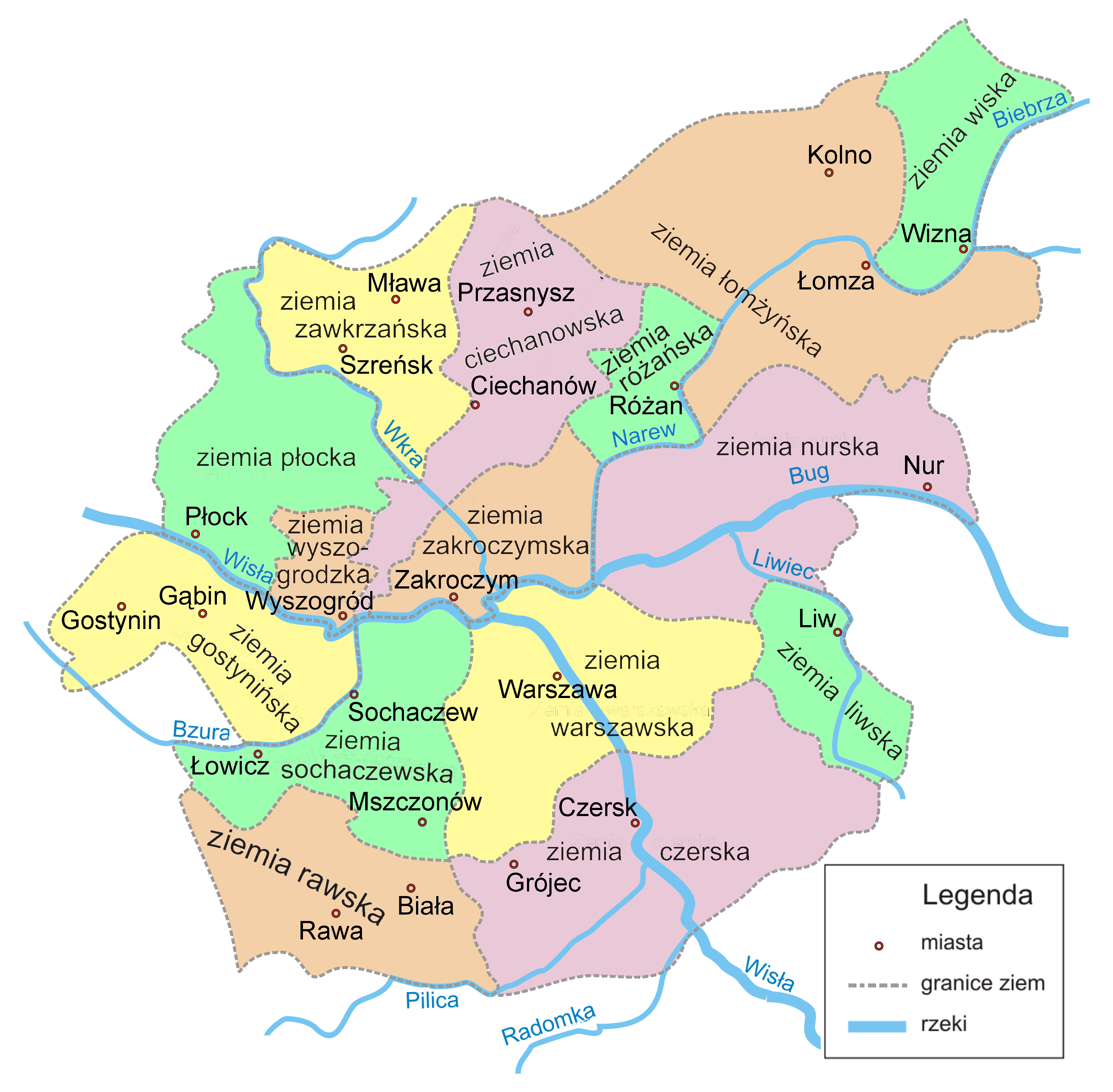
Ziemia płocka i inne ziemie Mazowsza (XIII–XVIII w.)

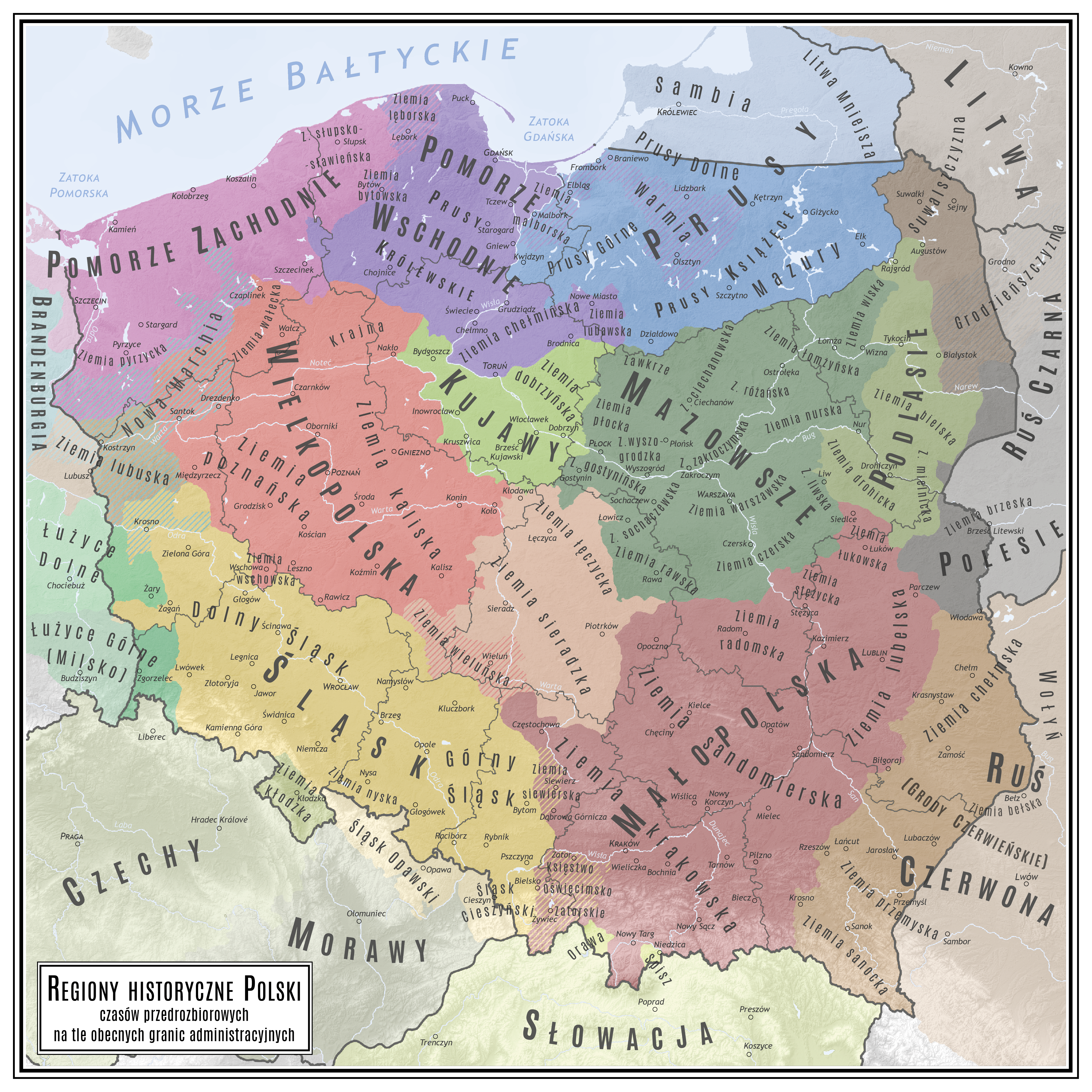
Ziemia płocka, Mazowsze i inne krainy historyczne Polski na tle współczesnych granic administracyjnych

Ziemia płocka – jednostka terytorialna leżąca na Mazowszu, stanowiąca w latach 1495-1793 część województwa płockiego. Główne miasto: Płock. 
Ziemia płocka dzieliła się na 5 powiatów: 
- płocki
- bielski
- raciąski
- płoński
- sierpecki

Starostwo grodowe płockie.